# Ilja Iljič Mečnikov
Ilja Iljič Mečnikov (kraj Harkova, 15. svibnja 1845. – Pariz, 16. srpnja 1916.) bio je ruski biolog.
Jedan je od osnivača usporedne patologije, mikrobiologije, embriologije i imunobiologije. Bio je profesor na sveučilištu u Odesi. Iz političkih razloga napustio je Rusiju, otišao je 1883. godine u Messinu (Sicilija), gdje je otkrio fagocitozu. Godine 1886. vratio se u Odesu, no 1888., na Pasteurov poziv, preselio se u Pariz, organizirao u Pasteurovu institutu laboratorij, gdje je i radio do kraja života. 
Istražujući fagocitozu, formulirao je 1892. godine opću teoriju o procesu upale. Razradio je teoriju o starenju kao posljedici patološke fagocitoze živčanih i drugih oslabljenih stanica, do koje dolazi zbog intoksikacije produktima bakterija u debelom crijevu. Stoga je kao lijek od "bolesti starenja" preporučivao jogurt. Za istraživanja fagocitoze dobio je 1908. Nobelovu nagradu za medicinu. 